# 古谷義幸
古谷 義幸（ふるや よしゆき、1947年〈昭和22年〉7月8日 - ）は、日本の政治家。神奈川県秦野市長（3期）、神奈川県議会議員（2期）、秦野市議会議員（4期）などを務めた。

## 概要
神奈川県秦野市生まれ。秦野市立本町中学校、神奈川県立秦野高等学校卒業。法政大学経済学部通信教育課程卒業後、23歳の時に総理府青年海外派遣団に参加し、インド、ネパールを視察。1975年、秦野市議会議員選挙に出馬し、初当選を果たした。以後、4期16年にわたり秦野市議を務める。1988年、秦野市議会議長に就任。
1995年、神奈川県議会議員選挙に出馬し、当選。県議を2期務め、新秦野赤十字病院の建設や小田急電鉄秦野駅へのロマンスカー停車等に尽力した。2001年12月、2期目の任期途中で県議を辞職。翌2002年1月の秦野市長選挙に出馬したが、現職の二宮忠夫秦野市長に敗れ、落選した。
2006年1月、再び秦野市長選挙に出馬し、自民党推薦の新人を破り初当選した。1月31日、市長就任。
2010年、再選。2014年、元市議の高橋徹夫ら2候補を破り3期目の当選。投票率は39.62％。
2018年の市長選では元市役所職員の高橋昌和に敗れ落選。
2020年、旭日中綬章受章。